# 裂唇糙苏
裂唇糙苏（学名：[Phlomis fimbriata] 错误：{{Lang}}：文本有斜体标记（帮助））为唇形科糙苏属下的一个种。